# Edson Braafheid
Edson Braafheid (Paramaribo, Suriname, 1983. április 8. –) surinamei származású holland válogatott labdarúgó, az olasz SS Lazio játékosa.

## Pályafutása
2007. február 10-én játszotta első Eredivise mérkőzését a Twente színeiben a Feyenoord ellen.

### A Twentében és az olimpiai játékokon
Braafheid ingyen érkezett a Twente egyesületéhez, miután az Utrecht klub színeiben lejárt a szerződése. Braafheid posztja ugyan balhátvéd, ám hollandiai karrierje során leginkább középhátvédként játszott. 2008 nyarán meghívták az olimpiára a holland válogatott keretébe is.

### Holland válogatott
Hugo Brost holland elnök 2008 elején szerette volna, ha Braafheid részt vesz a holland válogatottal a 2008-as Európa bajnokságon. A menedzser, Marco van Basten azonban nem hívta meg a keretbe. Később 2009. február 11-én Tunézia ellen mutatkozott be.

### A Bayern Münchenben
2009. június 11-én a német klub és a Twente megállapodtak Braafheid ügyében. A bajorok 2,5 millió eurót fizettek a hollandért.

## Karrier statisztika
| Szezon    | Klub                   | Ország    | Bajnokság        | Meccsek | Gólok |
| --------- | ---------------------- | --------- | ---------------- | ------- | ----- |
| 2003–04   | FC Utrecht             | NED       | Eredivisie       | 14      | 0     |
| 2004–05   | FC Utrecht             | NED       | Eredivisie       | 23      | 0     |
| 2005–06   | FC Utrecht             | NED       | Eredivisie       | 31      | 2     |
| 2006–07   | FC Utrecht             | NED       | Eredivisie       | 13      | 0     |
| 2006–07   | FC Twente              | NED       | Eredivisie       | 11      | 0     |
| 2007–08   | FC Twente              | NED       | Eredivisie       | 32      | 0     |
| 2008–09   | FC Twente              | NED       | Eredivisie       | 33      | 1     |
| 2009–10   | FC Bayern München      | GER       | Bundesliga       | 9       | 0     |
| 2009–10   | Celtic (kölcsönben)    | SCO       | SPL              | 10      | 0     |
| 2010–11   | FC Bayern München      | GER       | Bundesliga       | 3       | 0     |
| 2010–11   | Hoffenheim             | GER       | Bundesliga       | 10      | 0     |
| 2011–12   | Hoffenhein             | GER       | Bundesliga       | 21      | 1     |
| 2012–13   | FC Twente (kölcsönben) | NED       | Eredivisie       | 28      | 1     |
| 2013–14   | Hoffenhein             | GER       | Bundesliga       | 0       | 0     |
| 2014–15   | Lazio                  | ITA       | Serie A          | 16      | 0     |
| 2015–16   | Lazio                  | ITA       | Serie A          | 6       | 0     |
| 2016–17   | FC Utrecht             | NED       | Eredivisie       | 9       | 0     |
| 2017–18   | FC Utrecht             | NED       | Eredivisie       | 8       | 0     |
| 2019      | Austin Bold FC         | USA       | USL Championship | 15      | 0     |
| Összesen: | Összesen:              | Összesen: | Összesen:        | 281     | 5     |

## Külső hivatkozások
- Profil-VI.nl Archiválva 2010. július 25-i dátummal a Wayback Machine-ben (Holland)